# Есмір Гогендорн
Есмір Гогендорн (нід. Esmir Hoogendoorn; нар. 31 березня 1969) — колишня нідерландська тенісистка.
Найвищу одиночну позицію світового рейтингу — 155 місце досягла 24 серпня 1992, парну — 247 місце — 12 листопада 1990 року.
Здобула 1 одиночний та 4 парні титули.
Завершила кар'єру 1994 року.

## Фінали ITF

### Одиночний розряд: 2 (1–1)
| Результат | Ранг | Дата             | Турнір              | Покриття | Суперниця         | Рахунок             |
| --------- | ---- | ---------------- | ------------------- | -------- | ----------------- | ------------------- |
| Перемога  | 1.   | 11 вересня 1989  | Сетубал, Португалія | Тверде   | Пернілла Соренсен | 6–1, 6–3            |
| Поразка   | 2.   | 5 листопада 1990 | Fez, Марокко        | Ґрунт    | Олівія Фері       | 6–1, 3–6, 6–7(9–11) |

### Парний розряд: 5 (4–1)
| Результат | Ранг | Дата            | Турнір                     | Покриття | Партнерка     | Суперниці                          | Рахунок       |
| --------- | ---- | --------------- | -------------------------- | -------- | ------------- | ---------------------------------- | ------------- |
| Перемога  | 1.   | 8 травня 1989   | Шварцах-ім-Понгау, Австрія | Ґрунт    | Штефані Ремке | Віраг Чурго Нора Кевеш             | W/O           |
| Поразка   | 1.   | 11 вересня 1989 | Сетубал, Португалія        | Тверде   | Колетте Селі  | Деніелл Джонс Лайза Келлер         | 1–6, 3–6      |
| Перемога  | 2.   | 20 серпня 1990  | Чіангмай, Таїланд          | Тверде   | Клер Вегінк   | Паулетте Морено Ораван Тхампенстрі | 6–3, 1–6, 6–1 |
| Перемога  | 3.   | 27 серпня 1990  | Накхонратчасіма, Таїланд   | Тверде   | Клер Вегінк   | Choi Jin Choi Jeom-sang            | 7–6(2), 6–2   |
| Перемога  | 4.   | 10 вересня 1990 | Бангкок, Таїланд           | Тверде   | Клер Вегінк   | Забіне Ломанн Ульріке Пржисуха     | 6–0, 6–1      |